# Mississippi John Hurt
Mississippi John Hurt, född John Smith Hurt 3 juli 1893 i Teoc, Mississippi, död 2 november 1966 i Grenada, Mississippi, var en amerikansk bluessångare och gitarrist.
John Hurt växte upp i Avalon, nära Grenada, Mississippi och lärde sig spela gitarr vid nio års ålder. Inom några år började han spela på lokala fester och danser. 1927 upptäcktes han av en av skivbolaget Okehs talangscouter och fick året därpå åka till Memphis för att spela in åtta sånger, varav två gavs ut. Detta ledde till ytterligare inspelningar i New York senare samma år. Genombrottet kom dock inte och Hurt slog sig återigen ner i Avalon där han arbetade som lantbrukare.
I början av 1960-talet ökade intresset för gammal folk- och bluesmusik och en musikvetare vid namn Tom Hoskins sökte 1963 upp Hurt, bland annat med hjälp av sången "Avalon Blues". Hurt övertalades att göra comeback och spelade 1963 på Newport Folk Festival, där han mottogs som en levande legend. En serie konserter på amerikanska universitet följde och han gjorde även nya inspelningar för Vanguard Records. Han fortsatte uppträda fram till sin död 1966.